# Морбиус (филм)
Морбиус (енгл. Morbius) је амерички суперхеројски филм из 2022. године, заснован на истоименом Марвеловом стрипу, продуцентске куће Коламбија пикчерс у сарадњи са Марвелом и Сони пикчерсом. Ово је трећи филм Сонијевог Спајдермен универзума. Филм је режирао Данијел Еспиноса на основу сценарија који су написали Барк Шарплес и Мет Сазама. У насловној улози је Џаред Лето, а у осталим улогама су Адриа Архона, Мет Смит, Џаред Харис, Ал Мадригал и Тајрис Гибсон.
Након објављивања планова за нови заједнички универзум инспирисан ликовима из Спајдермена, почевши са филмом Веном, Сони је открио да ради на филму о Морбиусу. Шарплес и Сазама су написали сценарио у новембру 2017, док су се Лето и Еспиноса прикључили у јуну 2018. године. Рад је почео пред крај године са кастингом, док је снимање почело у фебруару 2019. године. у Лондону. Продукција је померена у Атланту и завршена је у јуну исте године.
Филм је премијерно приказан 10. марта 2022. у Мексико Ситију, док је у америчким биоскопима издат 1. априла исте године. Првобитно је најављено да ће филм изаћи у јулу 2020, али је неколико пута одлаган, углавном због пандемије вируса корона. Добио је углавном негативне критике критичара, који су критиковали сценарио, визуелне ефекте и сцену после одјавне шпице, али су похвалили Смитову глуму. Филм је постао предмет интернет мимова који су исмевали његов пријем и квалитет; због популарности поменутих мимова Сони је поново објавио филм у биоскопима, само да би још једном доживео комерцијални неуспех. Био је номинован за пет награда Златна малина, укључујући ону за најгори филм, а освојио је оне за најгорег глумца (Лето) и најгору споредну глумицу (Архона).

## Радња
У болници у Грчкој, 10-годишњи Мајкл Морбиус упознаје новопристиглог пацијента Луцијена, кога преименује у Мајло; они деле заједничку крвну болест и жељу да буду „нормални”. Њихов усвојитељ и директор болнице Николас организује да Морбиус похађа медицинску школу у Њујорку док се он фокусира на бригу о Мајлу.
25 година касније, Морбиус јавно одбија Нобелову награду за свој рад са синтетичком крвљу. Његова колегиница Мартина Банкрофт открива да је он тајно донео десетине вампирских шишмиша из Костарике у нади да ће спојити њихове гене са својима како би излечио своју болест. Након што је обавестио Мајла о свом планираном илегалном експерименту, Морбиус од њега добија средства за изнајмљивање приватног плаћеничког брода којим иде у међународне воде. Иако лек делује, он трансформише Морбиуса у вампира, који убија и сиса крв посаде након што га нападну из страха. Када се његова крвожедност смири и он се опамети, ужаснути Морбиус брише све снимке свог експеримента пре него што контактира власти и скочи преко палубе.
Морбиус се враћа у Њујорк и открива да сада има надљудску снагу, брзину, рефлексе и ехолокацију, а његови вампирски шишмиши га третирају као слепог миша. Да би контролисао своју крвожедност, он се издржава помоћу своје синтетичке крви, која постепено престаје да задовољава његове потребе. Агенти ФБИ-а, Сајмон Страуд и Ал Родригез, истражују Морбиусове жртве и закључују његову умешаност. Мајло сазнаје да је Морбиус излечен, али постаје бесан када Морбиус одбије да излечи и њега. Док је проверавао хоспитализовану Мартину, Морбиус проналази мртву медицинску сестру којој је исисана крв. Верујући да је одговоран, покушава да побегне, али бива сатеран у ћошак и ухапшен. У затвору га посећује Мајло, који му нуди да искористи своје богатство да га ослободи. Када је схватио да је Мајло узео лек и убио медицинску сестру, Морбиус бежи из затвора и суочава се са њим. Мајло, који се не каје због својих дела, признаје свој злочин и позива Морбиуса да прихвати све своје моћи. Не желећи да га повреди, Морбиус бежи.
Морбиус налази Мартину и објашњава шта је Мајло урадио, након чега набави нову лабораторију и развија антитела против вампиризма да би зауставио и убио Мајла; такође планира да га употреби на себи јер неће моћи да се одупре својој крвожедности. Страуд и Родригез проналазе снимак једног од Мајлових напада и, верујући да се Морбиусов вампиризам шири, пуштају га у медије. Николас препознаје Мајла и моли га да престане. Љут због Николасовог уоченог фаворизовања Морбиуса, Мајло га рани и приморава га да позове Морбиуса, који гледа како Николас умире, док Мајло такође смртно рањава Мартину. Морбиус се враћа Мартини, али она умире у његовом наручју, приморавајући га да пије њену крв. Морбиус се суочава са Мајлом и позива јато шишмиша да га обуздају и убризгава му антитела. Мајло умире у миру, а Морбиус одлеће са слепим мишевима, оплакујући своје вољене и прихватајући свој идентитет вампира који се сада суочава са чињеницом да је у бекству од власти. Без његовог знања, Мартина је поново оживела као вампир, пошто је прогутала кап Морбиусове крви док се њоме хранио.
У сценама после одјавне шпице, Ејдријан Тумс налази себе пребаченог у Морбиусов универзум. Након што је закључио да је његово пребацивање укључивало Спајдермена, Тумс прилази одбеглом Морбиусу и предлаже му да формирају тим.

## Улоге
| Глумац        | Улога                   |
| ------------- | ----------------------- |
| Џаред Лето    | др Мајкл Морбиус        |
| Мет Смит      | Луцијен / Мајло         |
| Адриа Архона  | Мартина Банкрофт        |
| Џаред Харис   | др Емил Николас         |
| Ал Мадригал   | Алберто „Ал” Родригез   |
| Тајрис Гибсон | Сајмон Страуд           |
| Мајкл Китон   | Ејдријан Тумс / Лешинар |